# Rondeletia loricata
Rondeletia loricata is een straalvinnige vissensoort uit de familie van de papilvissen (Rondeletiidae). De wetenschappelijke naam van de soort is voor het eerst geldig gepubliceerd in 1963 door Abe & Hotta.